# Ben Healy
Ben Healy   (Kingswinford, 11 de setembre de 2000) és un ciclista irlandès, professional des del 2019. Actualment corre a l'equip EF Education-EasyPost. En el seu palmarès destaquen el Campionat d'Irlanda en ruta del 2020, el de contrarellotge de 2022, el Gran Premi de la indústria i l'artesanat de Larciano del 2023 i una etapa del Giro d'Itàlia.

## Palmarès
- 2017
  - 1ra la Bizkaiko Itzulia i vencedor d'una etapa
- 2018
  -  Campió d'Irlanda de contrarellotge júnior
  - Vencedor d'una etapa als Tres dies d'Axel
- 2019
  - 1r a la Rás Mumhan
  - Vencedor d'una etapa al Tour de l'Avenir
- 2020
  -  Campió d'Irlanda en ruta
  -  Campió d'Irlanda en ruta sub-23
  -  Campió d'Irlanda de contrarellotge sub-23
  - Vencedor d'una etapa a la Ronda de l'Isard
- 2021
  - Vencedor d'una etapa al Girobio
- 2022
  -  Campió d'Irlanda de contrarellotge
- 2023
  -  Campió d'Irlanda en ruta
  - 1r al Gran Premi de la indústria i l'artesanat de Larciano
  - Vencedor d'una etapa de la Setmana Internacional de Coppi i Bartali
  - Vencedor d'una etapa del Giro d'Itàlia
  - Vencedor d'una etapa a la Volta a Luxemburg
- 2024
  - Vencedor d'una etapa de la Volta a Eslovènia
- 2025
  - Vencedor d'una etapa a la Volta al País Basc
  - Vencedor d'una etapa al Tour de França i  campió del Premi de la combativitat

### Resultats al Tour de França
- 2024. 27è de la classificació general
- 2025. 9è de la classificació general, vencedor de la 6a etapa i  campió del Premi de la combativitat

### Resultats al Giro d'Itàlia
- 2023. 55è de la classificació general. Vencedor d'una etapa